# 野村芳国 (2代目)
二代目 野村芳国（にだいめ のむら よしくに、安政2年〈1855年〉 - 明治36年〈1903年〉11月20日）とは、明治時代の浮世絵師・画家。

## 来歴
初代野村芳国の門人で養子。俗名は常松、のちに與七（よしち）と改む。錺師長兵衛の子として大坂に生れるが、5歳のとき父を亡くしたことにより、叔父にあたる初代芳国こと粂蔵のもとに引き取られ、芝居の絵看板を描くことになる。養父芳国は気性の激しい人物で、常松は厳しく絵を仕込まれたという。しかし初代が芝居や手品の興行にも手を出したことにより、野村家は困窮する。
やがて常松は大阪の初代のもとを離れ京都に移り、芳国を名乗って俗名も與七と改めた。明治18年（1885年）に錦絵の揃物「#京坂名所図絵」を版行しており、絵の枠外には「京都下京五組円福寺前町廿二番戸平民　画者野村與七」とある。これは現在の寺町通錦小路上ル西側にあたる。
京都で芝居の絵看板を描く傍ら、都をどりの舞台背景を製作したり、パノラマ館で見せる戊辰戦争や日清戦争のパノラマの絵を描いて評判を取った。都をどりの舞台背景は没年まで手掛けており、また晩年には活動写真の興行もした。享年49。墓所はもと東山の西大谷（大谷本廟）にあったが、1971年（昭和46年）に東京築地本願寺和田堀廟所に改葬された。息子に野村芳亭こと粂蔵がおり、父芳国の没後、三代目芳国の名を継ぎ芝居絵の製作に従事したが、のちに映画界に身を投じ映画監督となっている。野村芳太郎は孫。

## 作品

### 挿絵
- 『人体道中膝栗毛』[5]、三五月丸（編）、明治19年（1887年）。奥付に「画工　京都府平民　寺町錦小路上　野村芳國画圖」とあり。
- 『日本昔噺善悪桃太郎』[6]、阿部直秀（訳）、明治20年（1888年）。奥付に「画工　野村芳國」とあり。

### 錦絵
- 「京坂名所図絵」[3]横大判錦絵揃物。明治18年（1885年）。

次の10点は芳国名義の風景画。近代デジタルライブラリーに収載。
- 1. 「京都東山清水寺雪中之図」[3]
  2. 「京都西大谷目鏡橋之図」[3]
  3. 「大阪河崎造幣寮之図」[3]
  4. 「大阪天神橋大湖水之図」[3]
  5. 「大阪葭屋橋カンキ出帆之図」[3]
  6. 「大阪四天王寺之風景」[3]
  7. 「大阪松嶋松ノ華風景之図」[3]
  8. 「大阪城ばんば之図」[3]
  9. 「大阪梅田ステーション汽車之図」[3]
  10. 「大阪木津川口さずの尾之図」[3]

  - 「大坂坂町慈安寺妙見堂之図」（早稲田大学演劇博物館所蔵）　揃い物の発行年に他界した歌舞伎役者の初代実川延若を描いた[7][注釈 3]。出版届は風景画10枚と同じ明治18年8月28日に出したとある。